# 1041

## Събития
- Държавата на Караханидите окончателно се разделя на западна (Трансоксиана) и източна част (Кашгария).

## Починали
- 10 декември – Михаил IV, византийски император